# サブルタロ
サブルタロ（グルジア語: საბურთალო、グルジア語ラテン翻字: Saburtalo）は、ジョージアのトビリシ市街地西部にある地区。
東側はクラ川と隣接し、南側にはヴェレ地区およびヴァケ地区がある。
この地区の名称は、ジョージアで古代から行われてきた球技「プルタオバ」をプレーする場所、に由来すると考えられている。

## 歴史
考古学的な発掘調査によると、5世紀から6世紀頃にはこの地域に人が居住していたことが確認されている。11世紀から13世紀にかけて発展し、17世紀から18世紀にはヴェレの一部であり、先進的な農業地区であった。サブルタロへの次の人口増加は19世紀後半に始まり、1917年にトビリシの市域の一部に組み込まれた。1958年以降の集中的な開発により、サブルタロはトビリシの中でも環境が整った地区の一つに成長した。サブルタロにいは、現代的な様式の住宅や、企業、教育施設、科学研究機関が建設された。

## 施設
- トビリシ動物園（グルジア語版）
- ジョージア銀行（グルジア語版）本店[2]（旧・グルジアSSR道路省）
- サブルタロ・パンテオン（グルジア語版） - 公人や偉人を祀る神殿。ノダル・アハルカツィ（グルジア語版）、バアドゥル・ツラゼ（グルジア語版）、ダヴィト・キピアニ（グルジア語版）などが埋葬されている。